# 圣克莱芒坦
圣克莱芒坦（法語：Saint-Clémentin，法語發音：[sɛ̃ klemɑ̃tɛ̃]）是法国德塞夫勒省的一个旧市镇，属于布雷叙尔区。2013年，圣克莱芒坦与市镇武尔特贡合并为新市镇武尔芒坦。

## 地理
圣克莱芒坦（46°56'44"N, 0°30'52"W）面积13.82 平方千米，位于法国新阿基坦大区德塞夫勒省，该省份为法国西部内陆省份，北起曼恩-卢瓦尔省，西接旺代省，南至夏朗德省和滨海夏朗德省，东临维埃纳省。
与圣克莱芒坦接壤的市镇（或旧市镇、城区）包括：阿让通莱瓦莱。

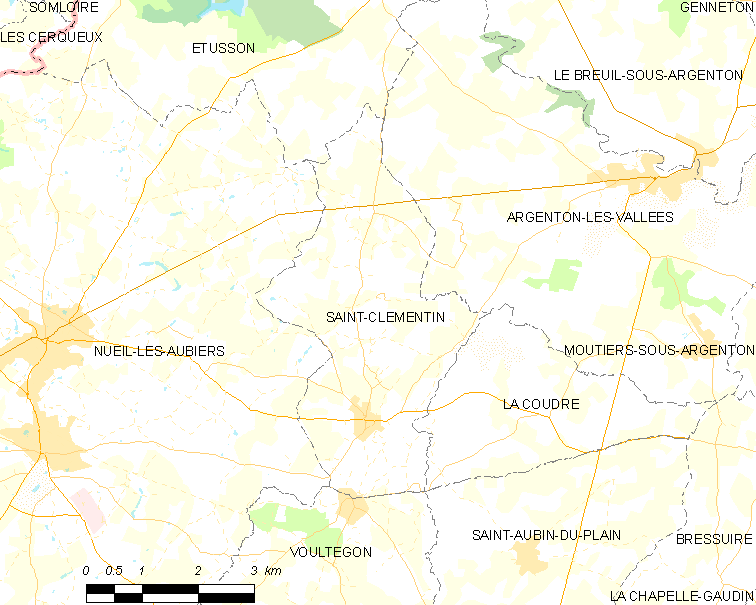
圣克莱芒坦的OSM定位图

圣克莱芒坦的时区为UTC+01:00、UTC+02:00（夏令时）。

## 行政
圣克莱芒坦的邮政编码为79150，INSEE市镇编码为79242。

## 政治
圣克莱芒坦所属的省级选区为莫莱翁县。

## 人口

1962-2008年间圣克莱芒坦人口变化图示

圣克莱芒坦于2017年1月1日时的人口数量为517人。